# Saint-Claude (quận)
Quận Saint-Claude là một quận của Pháp nằm trong tỉnh Jura thuộc vùng Bourgogne-Franche-Comté. Nó có 5 tổng và 71 xã.

## Các đơn vị hành chính

### Các tổng
Các tổng của quận Saint-Claude là:
1. Les Bouchoux
2. Moirans-en-Montagne
3. Morez
4. Saint-Claude
5. Saint-Laurent-en-Grandvaux

### Các xã
Các xã của quận Saint-Claude và mã INSEE là:
| 1. Avignon-lès-Saint-Claude (39032) | 2. Bellecombe (39046)                  | 3. Bellefontaine (39047)           | 4. Bois-d'Amont (39059)             |
| 5. Bonlieu (39063)                  | 6. Chancia (39102)                     | 7. Charchilla (39106)              | 8. Chassal (39113)                  |
| 9. Chaux-des-Prés (39130)           | 10. Choux (39151)                      | 11. Château-des-Prés (39115)       | 12. Châtel-de-Joux (39118)          |
| 13. Coiserette (39157)              | 14. Coyrière (39174)                   | 15. Coyron (39175)                 | 16. Crenans (39179)                 |
| 17. Cuttura (39186)                 | 18. Denezières (39192)                 | 19. Fort-du-Plasne (39232)         | 20. Grande-Rivière (39258)          |
| 21. Jeurre (39269)                  | 22. La Chaumusse (39126)               | 23. La Chaux-du-Dombief (39131)    | 24. La Mouille (39371)              |
| 25. La Pesse (39413)                | 26. La Rixouse (39460)                 | 27. Lac-des-Rouges-Truites (39271) | 28. Lajoux (39274)                  |
| 29. Lamoura (39275)                 | 30. Larrivoire (39280)                 | 31. Lavancia-Épercy (39283)        | 32. Lavans-lès-Saint-Claude (39286) |
| 33. Lect (39289)                    | 34. Les Bouchoux (39068)               | 35. Les Crozets (39184)            | 36. Les Molunes (39341)             |
| 37. Les Moussières (39373)          | 38. Les Piards (39417)                 | 39. Les Rousses (39470)            | 40. Leschères (39293)               |
| 41. Longchaumois (39297)            | 42. Lézat (39294)                      | 43. Maisod (39307)                 | 44. Martigna (39318)                |
| 45. Meussia (39328)                 | 46. Moirans-en-Montagne (39333)        | 47. Molinges (39339)               | 48. Montcusel (39351)               |
| 49. Morbier (39367)                 | 50. Morez (39368)                      | 51. Ponthoux (39438)               | 52. Pratz (39440)                   |
| 53. Prémanon (39441)                | 54. Prénovel (39442)                   | 55. Ravilloles (39453)             | 56. Rogna (39463)                   |
| 57. Saint-Claude (39478)            | 58. Saint-Laurent-en-Grandvaux (39487) | 59. Saint-Lupicin (39491)          | 60. Saint-Maurice-Crillat (39493)   |
| 61. Saint-Pierre (39494)            | 62. Saugeot (39505)                    | 63. Septmoncel (39510)             | 64. Vaux-lès-Saint-Claude (39547)   |
| 65. Villard-Saint-Sauveur (39560)   | 66. Villard-sur-Bienne (39562)         | 67. Villards-d'Héria (39561)       | 68. Viry (39579)                    |
| 69. Vulvoz (39585)                  | 70. Étival (39216)                     |                                    |                                     |